# Elias Rudolph Camerarius Sr.
Elias Rudolph Camerarius Sr.  (1641–1695) fue un profesor de Medicina. Autor de libros sobre palpitaciones del corazón, Pleuritis, fracturas de cráneo, y el uso de plantas medicinales.
Obtuvo su doctorado de Medicina en 1663 en la Universidad de Tubinga.Fue el padre de Elias Rudolph Camerarius Jr. y Rudolf Jakob Camerarius.